# Гайно фон Гаймбург
Гайно Адольф фон Гаймбург (нім. Heino Adolf von Heimburg; 24 жовтня 1889, Ганновер — жовтень 1945, Сталінград) — німецький військово-морський діяч, віце-адмірал. Герой Першої світової війни, «король тоннажу» (підводник, який потопив кораблі загальною водотоннажністю понад 100 000 брт). Кавалер ордена Pour le Mérite. 

## біографія

### Дитинство і початок військової кар'єри
Після закінчення школи фон Гаймбург вирішив пов'язати свою долю з військовим флотом.
3 квітня 1907 року вступив на флот кадетом. Пройшов підготовку на навчальному кораблі Stein і у військово-морському училищі. 1 жовтня 1913 року переведений в підводний флот.

### Перша світова війна
У 1915 році  з мечами і бантом вирушив поїздом до Австрії, щоб прийняти командування підводним човном, який діяв в Адріатиці. Це був невеликий корабель типу «UB», розібраний на частини і переправлений в Адріатику залізницею. Такі човни моряки підводники жартома звали «пуголовки», або «швейні машинки імператора», настільки малі вони були. Човни були спроєктовані з малим радіусом дії для операцій поблизу бази. Вони мали невелику кількість команди. На човні Гаймбурга UB-15 було тільки 14 осіб.
10 червня 1915 року UB-15 потопив в Північній Адріатиці італійський підводний човен Medusa. Ось як цей епізод згадує сам Гаймбург:
«Моя швейна машина UB-15 була щасливою. У першому своєму крейсерстві в червні 1915 року я проходив через води перед Венецією. Ми йшли під водою, час від часу висовуючи перископ, щоб бачити, що відбувається нагорі. Раптом в лінзі перископа я побачив італійський підводний човен, що йде в надводному положенні лише в кількох сотнях ярдів. Він проходив у нас за кормою, а ми не мали кормових торпедних апаратів. Довелося швидко розвернутися для носового пострілу, що було досить простою справою. Я маневрував, показуючи перископ тільки на дуже короткі проміжки часу. Ворожий корабель йшов прямо в тому напрямку, як це мені і потрібно було.
"Торпеда плі!" - наказав я.
В одну мить я був збитий з ніг і розтягнувся на палубі, оскільки наш човен зробила дикий стрибок. Протягом деякого часу я намагався уявити собі, що сталося. Я ніколи досі не стріляв торпедами з цієї швейної машини і не передчував того, що повинно було трапитися. Човен був такий малий, що, звільнившись від торпеди, його ніс підскочив угору.
"У ніс, — заволав я, — в ніс!" Кожна людина, яка могла залишити свій бойовий пост, поповзла в ніс, щоб своєю живою вагою поставити човен на рівний кіль.
Тим часом ми почули звук вибухнула торпеди.
"Підняти перископ!" — наказав я і, заглянувши в нього, нічого не побачив, крім великої хмари диму.
U-15 спливла, і ми пішли у напрямку до диму. У воді плавало близько півдюжини людей. Ми їх виловили. Це були італійці. Потоплений нами корабель виявився італійським підводним човном "Медуза".
Ми доставили уцілілих в Полу як військовополонених.»

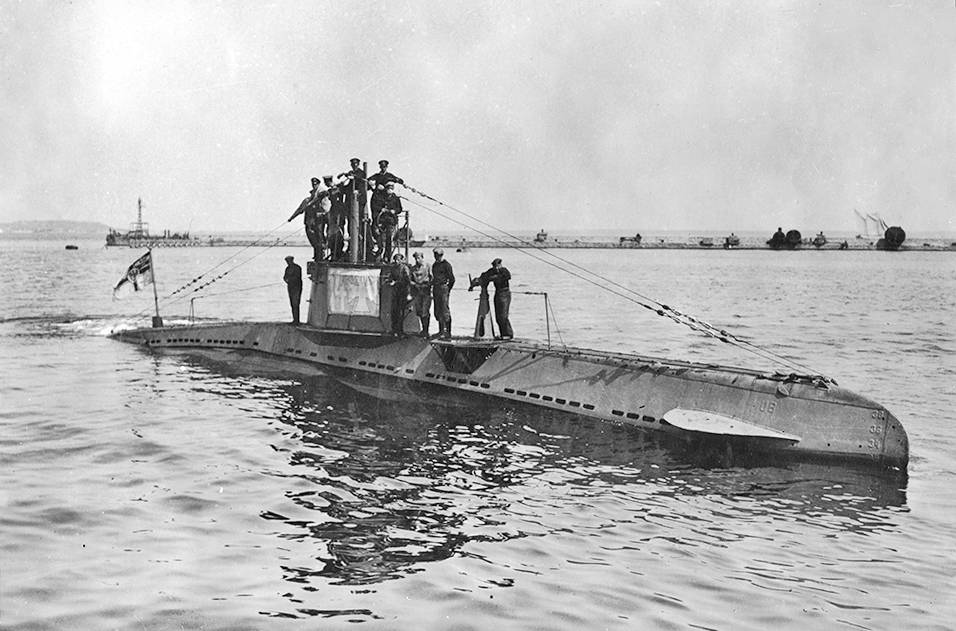
UB-14

У роки Першої світової війни фон Гаймбург командував кількома підводними човнами, діяв переважно на Середземноморському театрі. Спершу його човни UB-15 і UB-14 дислокувалися на австро-угорських військово-морських базах.
7 липня 1915 року для ознайомлення з човном UB-14 і для тренування екіпажу, фон Гаймбург вийшов в Адріатичне море до узбережжя Істрії. Тут він виявив італійські кораблі, які поверталися до Венеції після обстрілу австро-угорських позицій. Вибравши найбільший корабель і ретельно прицілившись, фон Гаймбург випустив 2 торпеди. Обидві потрапили в ціль, броненосний крейсер Amalfi (водотоннажність 10 118 тонн) затонув разом із сімдесятьма двома моряками. Фон Гаймбург це згадував так:

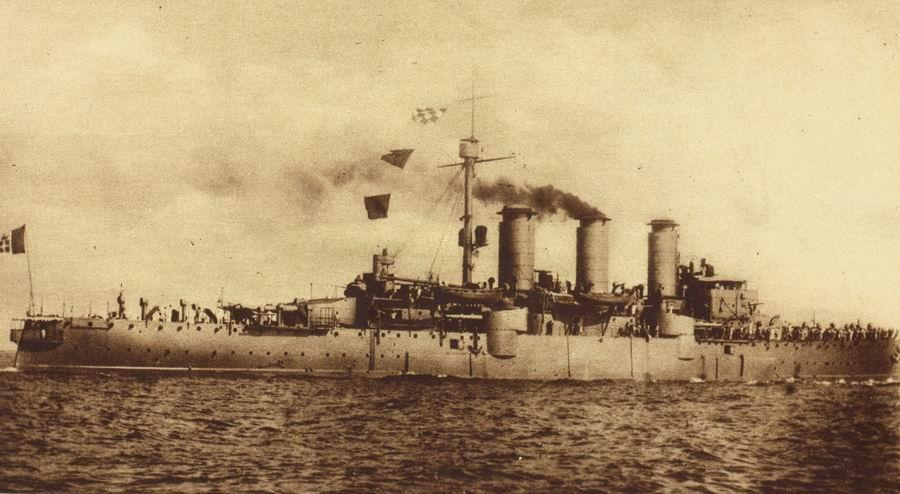
Амальфі.

«Одного разу на світанку ми перебували в надводному положенні на позиції в п'ятнадцяти милях від Венеції. Море було зовсім тихе.
"Корабель!" — пролунав крик з містка човна. І дійсно я побачив італійський бойовий корабель, який виходив з гавані в море.
Він напевно повинен був побачити нас, якщо б ми не знаходилися в променях вранішнього сонця.
UB-14 швидко занурилася, а потім я побачив в перископ цілих 3 корабля, 2 легких крейсера і 1 великий крейсер, на якому майорів адміральський прапор. Його я обрав ціллю для атаки. Ми зробили прекрасний торпедний постріл і не промахнулися. Якраз в момент вибуху торпеди я побачив есмінець, який кинувся на нас.
Човен швидко пішов на глибину, і в цей момент шум гвинтів пронісся над нами. Ми знаходилися на досить безпечної глибині, але всмоктувальний вплив гвинтів майже витягнув нашу швейну машину на поверхню води. Якби за першим слідував другий есмінець, то нас безсумнівно б протаранили.
Пізніше ми встановили, що потоплений нами корабель був «Амальфі», італійський броненосний крейсер, який повертався до Венеції після обстрілу австрійських фортів поблизу Трієста. З 600 чоловік команди 400 були врятовані.»
Наступний похід був набагато важчим, човен відправили до Константинополя. До протоки Отранто субмарина йшла на буксирі міноносця і все було чудово, але основна частина шляху була пророблена самостійно з великими проблемами. Дизель і гірокомпас виходили з ладу із завидною постійністю, і в Орак, човен не увійшов, а вповз на останньому подиху. На щастя там знаходився підводний мінний загороджувач UC 15, екіпаж якого допоміг зарядити посаджені в нуль батареї, поповнити запаси стисненого повітря, налагодити роботу дизеля і гірокомпас.

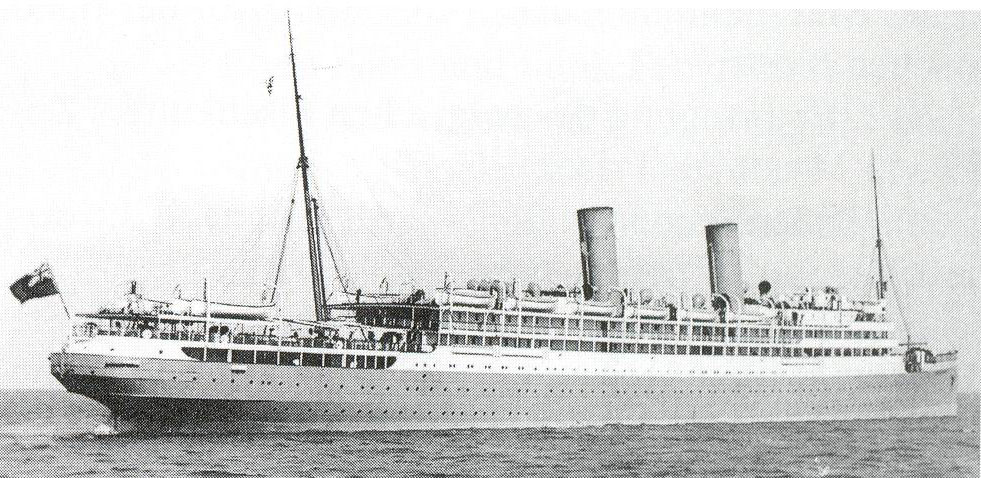
HMT Royal Edward

Відпочивши, екіпаж підбадьорився, і Гайно фон Гаймбург повів човен на перехоплення суден Антанти на маршруті Олександрія—острів Лемнос (головна база союзників у операції в Галліполлі). 13 серпня біля острова Канделіуза був помічений густий дим, через годину був потоплений англійський пароплав Royal Edwards, водотоннажністю 11 000 тонн, який перевозив 1 500 британських солдатів з Єгипту на фронт в Галліполлі. Позиція човна була така вдала, що пароплав сам підставив свій борт. З відстані в 400 метрів Гайно фон Гаймбург зробив постріл торпедою, вона потрапила в корму Royal Edwards. Судно затонуло за 6 хвилин, загинуло понад тисячу солдатів і членів екіпажу, прибулі на звук вибуху французькі міноносці і госпітальне судно врятували трохи більше 500 чоловік.
Фон Гаймбург цей бойовий епізод розповідав письменникові Томасу Ловеллу так:
«Іншою нашою жертвою в тому ж році з'явився 11 000-тонний британський транспорт «Король Едуард» з чотирнадцятьма тисячами британських солдатів на борту. Це сталося в Егейському морі. Коли ми вперше помітили корабель, то можна було розібрати тільки дві труби над горизонтом. Потім у міру зближення з ним ми побачили довгі прогулянкові палуби і високі щогли і зрозуміли, що він дійсно був цінним об'єктом для атаки. Ми підійшли до нього на дистанцію в 1600 метрів. Я спостерігав в перископ шлях торпеди і бачив, як вона потрапила в корму транспорту. Хвилиною пізніше солдати забігали по палубі як мурахи.
Оскільки ніде поблизу не було есмінців, які б нам загрожували, я дозволив всім своїм людям кинути погляд в перископ на це видовище. Останнім з усіх підійшов до нього торпедний унтер-офіцер і відразу ж дико закричав.
"Що таке?" — крикнув я.
Він мовчки повернув перископ до мене. Справді, видовище було страшним. Гігантський транспорт здійняв свій ніс високо в повітря. За мить він ковзнув під хвилі. Все, що залишилося на воді, полягало в восьми шлюпках, переповнених людьми, які махали білими сорочками, штанами і носовими хустками. Незабаром після цього до них на допомогу підійшов корабель Червоного Хреста і 2 французьких есмінця, але я згодом дізнався, що було врятовано менше 600 чоловік. Таким чином за допомогою однієї єдиної торпеди ми не тільки знищили корабель великої цінності, але також стерли з лиця землі цілий ворожий полк.»

### Боротьба з підводними човнами
Фон Гаймбург виявився грозою ворожих субмарин. Він примудрився в роки Першої світової війни знищити цілих 4. Крім вище зазначеної італійської Medusa він потопив ще 2 британських і 1 французький підводні човни.
Влітку 1915 року фон Гаймбург на UB-14 перейшов до Туреччини, звідки здійснював набіги в Чорне і Середземне море. Тут з ним трапився такий цікавий випадок. У вересні 1915 року до фон Гаймбурга, який повертався в Чанак, після чергового вдалого бойового походу UB-14, звернулися турецька влада. Виявилося, що в сітях, виставлених впоперек затоки в самій вузькій його частині, заплутався ворожий човен, а турки не мають можливості його знищити. До створення глибинної бомби залишався ще рік і ефективного засобу боротьби з субмаринами ще не було. Екіпаж фон Гаймбурга був дуже зайнятий ремонтом свого човна, сильно дошкуляв дизель, який постійно виходив з ладу, єдиним вільним членом екіпажу виявився кок. Взявши з собою всю вибухівку, яка була на борту, фон Гаймбург і кок в шлюпці вийшли до місця знаходження підводного човна противника. З'ясувавши за допомогою лота, на якій глибині він знаходиться, німці підготували підривний заряд, спустили його і підірвали. Човном, який сплив від вибуху, виявився британський Е7. Він мав пробоїну в міцному корпусі, протримався на воді недовго, але екіпажу вдалося покинути її без втрат. Ця перемога не входить в список потоплених ним кораблів. Сам Гаймбург з цього приводу згадував:

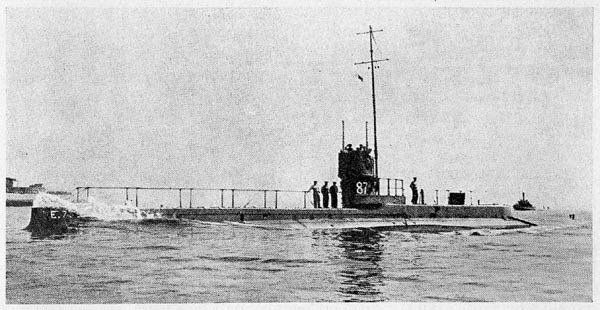
HMS E7

«... ми стали на якір біля містечка Чанак, де турки мали свою штаб-квартиру. Щойно ми віддали якір, як удостоїлися візиту принца Ройсса, який прийшов до нас на борт сказати, що в турецьку сітку, поставлену впоперек протоки, попалася риба — без сумніву англійська. Вона перебувала там з шостої години ранку, а тепер був уже вечір.
Бомби в неї не кидалися просто тому, що погода була занадто бурхлива. Але на вахті була залишена турецька канонерка.
Погода прояснилася, так що ми могли піти до місця затримання ворожої човни. Там все було тихо. Канонерка, яка чергувала там, нічого не могла сказати — вдалося англійцям втекти чи ні. Ми виміряли глибину. Я перебував у невеликій шлюпці разом з Герцігом, своїм коком, який був дуже здібним хлопцем і природженим рибалкою для подібного лову.
"Я дістав до неї!" — заволав Герціг. Його лотлінь раптово потрапив на мілке місце.
У воду була спущено міна, прив'язана до ліню з запаленим шнуром. Пролунав вибух, і піднявся стовп води. Потім на поверхні води з'явилася темна пляма на кшталт масла. Ми вже зібралися підірвати другу міну, коли на поверхні з'явився якийсь чорний контур. Це був британський човен типу «Е». Турецька канонерка відкрила по ній швидкий вогонь. Одним із снарядів була пробита бойова рубка, інший пробив цистерни. Човен тонув. З люка дерлися люди. Стрілянина припинилася.
Кок Герціг був відчайдушним хлопцем. Він вискочив на борт підводного човна, який повільно тонув, і допоміг витягти звідти англійця.
Над бойовою рубкою нашого супротивника вже зімкнулася вода, коли з неї вистрибнула в воду інша фігура. Це був командир, остання людина, яка залишила корабель.
"Який це човен?" — запитав я.
"Е7, під командою Кохрейна."»

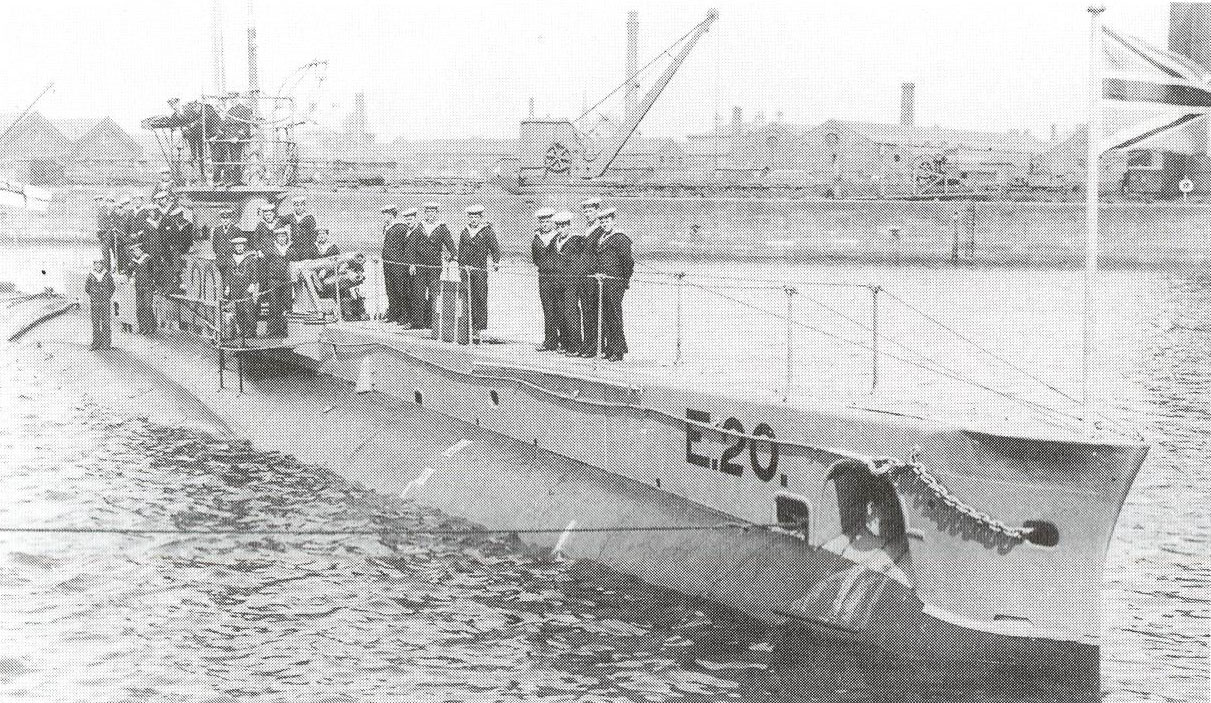
HMS E20

Не менш цікавий епізод — потоплення британської підводного човна Е20. Після захоплення французького підводного човна Turquoise, який сів на мілину, турецьке командування отримало в своє розпорядження секретні документи, що стосуються всіх нюансів дій човнів Антанти в Мармуровому морі. Серед них знаходилися точні координати місця зустрічі Turquoise з британським човном Е20. Турецькі моряки передали документи німецьким колегам. В Константинополі в той момент перебував лише UB-14 під командуванням фон Гаймбурга.
4 листопада фон Гаймбург отримав наказ віце-адмірала Сушона атакувати човен противника в місці, вказаному у французьких документах.
Наступного дня підводний човен фон Гаймбурга вийшов в район передбачуваного знаходження противника, останні 10-12 миль німецькі моряки обережно пройшли в підводному положенні — противник уже перебував там. Британська субмарина Е20 лежала в дрейфі. Поверхня моря була дзеркальною, фон Гаймбург, підіймаючи перископ, кожного разу сповільнював хід, але противник нічого не підозрював. Зайнявши позицію як на навчаннях, з відстані 500 метрів, фон Гаймбург  випустив торпеду. Е20 рознесло вибухом, німецькі матроси виловили командира і 8 членів команди.
Гаймбург з цього приводу згадував кумедний епізод пов'язаний, з капітаном британської човна:
«Наближаючись до точки рандеву, ми помітили бойову рубку англійської човна. Я довго підкрадався до неї і зрештою зробив чудовий торпедний постріл. Приголомшливий вибух — і хмара диму над водою. Коли дим розсіявся, то англійського човна вже не було видно, тільки люди плавали у воді. Ми підібрали 9 англійців, включаючи командира, молодого лейтенанта Воррена.
Коли цей юний англійський командир був виловлений з води і доставлений на борт мого човна, я був зайнятий іншою справою. Тому першу розмову з ним мали мої підлеглі. Я дізнався згодом, що в той момент, коли наша торпеда вразила Е-20, цей бравий морський офіцер був зайнятий чищенням зубів. Вибух позбавив його свідомості, і коли ми витягнули його до себе на палубу, то він був у напівпритомному стані. Коли мої люди оживили його, то перш за все запитали, чого б він хотів? Приголомшений, він повторив останню думку, яка була у нього в мозку перед тим, як торпеда розтрощила його човен.
"Дайте мою зубну щітку", — відповів він. Таким чином, йому була вручена зубна щітка, і він пішов і вичистив свої зуби.»
19 червня 1917 року фон Гаймбург, командуючи вже новим підводним човном — мінним загороджувачем UC-22, потопив французький підводний човен Ariane водотоннажністю 414 тонн. Таких успіхів у затопленні ворожих субмарин не мав жоден інший командир підводник.

### Дії в Чорному морі
3 жовтня 1915 року для дій проти Чорноморського флоту до Севастополя вийшла UB-14.
7 жовтня 1915 року біля Севастополя підводний човен зупинив і потопив підривними патронами пароплав «Катя» (474 брт), а наступного дня — бельгійський танкер «Апшерон» (1 850 брт).
На той час як підводний човен повернувся в Стамбул, 14 жовтня Болгарія, попри дипломатичні зусилля країн Антанти, вступила у війну на боці Троїстого союзу, змінивши положення на театрі військових дій. Ще напередодні німці вибрали неподалік від Варни, в Евксинограді, місце для базування своїх підводних човнів. Нова база була хороша вже тим, що наближала має обмежений радіус дії німецьких підводних човнів до місця бойових дій і позбавляла їх від форсування складного як в навігаційному відношенні, так і по відношенню до мінної небезпеки Босфору.
У 1916 році UB-14 провів в Чорному морі 5 патрулів, причому в одному з них (з 25 травня по 8 червня) діяв у віддаленому для цього типу субмарин районі Трабзона, де 4 червня з великої дистанції безрезультатно випустила 2 торпеди по суднах, які стояли на якорі. Через місяць в районі Севастополя субмарина спробувала вийти в атаку на дредноут «Імператриця Марія», але була вчасно виявлена і відігнана авіацією і катерами.
Тут на Чорному морі фон Гаймбург мало не загинув, це сталося в 15-й бойовий похід човна UB-14 (25 травня — 8 червня 1916). 7 червня біля входу в Босфор, UB-14 була безрезультатно атакована російської підводним човном.
Бувши сам винищувачем підводних човнів, Гаймбург прекрасно розумів, як треба боятися ворога своєї ж породи. У цьому поході він не тільки мав посилену вахту для спостереження за морем, але і сам весь ранок перебував на містку. Коли настав час сніданку, він наказав принести собі їжу наверх. До 16:00 Гаймбург вирішив, що пройшов уже небезпечну зону, і попрямував в свою крихітну каюту відпочити. Він лежав там в дрімоті, слухаючи єдину грамофонну пластинку, що залишилася не зламаною, з популярною віденською музикою.
Потім раптово пролунав різкий звук тривоги. Коли Гаймбург кинувся наверх в бойову рубку, то сон і музика миттєво вискочили у нього з голови. У рубці він зустрів всю команду, дертися по трапу з палуби.
«У чому справа?» — крикнув він спостерігачеві. «Ворожий човен за 500 метрів», — була відповідь. Наказ занурюватися вже був даний, але ж в цей час човен противника повинен був мати перед собою чудову ціль. Як тільки вода зімкнулася над бойової рубкою, Гаймбург глянув в перископ. Як він і підозрював, торпеда прямувала прямо на UB-14. Відвертати від неї було занадто пізно. Він міг тільки спостерігати.
Це був дійсно щасливий день для Гаймбурга. Торпеда пройшла всього в одному або в двох футах за кормою човна.
«Торпеда промахнулася!» — крикнув Хеймбург. Команда знову перевела подих. Потім човен стала йти все глибше і глибше, поки не спустився на безпечну глибину.

### Досягнення
Всього за час бойових дій потопив 4 військових кораблі (11 194 брт) і 20 торгових суден (44 892 брт), а також пошкодив 8 торгових суден (49 699 брт).

### Мирні роки
Після закінчення війни фон Гаймбург залишений на флоті, в 1919-20 роках командував міноносцями, потім — ротою берегової оборони. З 2 жовтня 1925 року — штурман на крейсері Amazone. З 26 вересня 1927 року — командир 2-го батальйону корабельної кадрованої дивізії «Нордзе», з 24 вересня 1928 року — командир 4-го морського артилерійського дивізіону. З 26 вересня 1930 року по 27 березня 1933 року — 1-й офіцер лінійного корабля Schlesien. 29 вересня 1933 року призначений начальником берегових укріплень на Ельбі, в Везермюнде і Куксгафені.

### У роки Другої світової війни
З 6 жовтня 1937 року — суддя Імперського військового суду, на цій посаді і застала його Друга світова війна. З 1 січня 1940 року очолював інспекцію озброєнь в Бремені. 1 вересня 1942 року залишив службу. Бувши на пенсії проживав в Бремені, в 1944 році був обраний до Народного суду.
У травні 1945 року захоплений радянськими військами в полон. Помер в жовтні 1945 року, в таборі для військовополонених поблизу Сталінграду.

## Звання
- Фенріх-цур-зее (21 квітня 1908)
- Лейтенант-цур-зее (10 квітня 1911)
- Оберлейтенант-цур-зее (22 березня 1914)
- Капітан-лейтенант (28 квітня 1918)
- Корветтен-капітан (1 грудня 1926)
- Фрегаттен-капітан (1 жовтня 1932)
- Капітан-цур-зее (1 липня 1934)
- Контрадмірал запасу (1 серпня 1939)
- Віцеадмірал (1 квітня 1942)

## Нагороди
- Залізний хрест 2-го і 1-го класу
- Королівський орден дому Гогенцоллернів, лицарський хрест з мечами (8 листопада 1915)
- Військовий Хрест Фрідріха-Августа (Ольденбург) 2-го і 1-го класу
- Орден Леопольда (Австрія), лицарський хрест з військовою відзнакою (Австро-Угорщина)
- Орден Залізної Корони 3-го класу з військовою відзнакою (Австро-Угорщина)
- Військова медаль (Османська імперія)
- Срібна медаль «Імтияз» з шаблями (Османська імперія)
- Золота медаль «Ліакат» з шаблями (Османська імперія)
- Орден «За військові заслуги» (Болгарія) 5-го ступеня з короною
- Орден Заслуг герцога Петра-Фрідріха-Людвіга, лицарський хрест з мечами (7 жовтня 1917)
- Pour le Mérite (11 серпня 1917)
- Нагрудний знак підводника (1918)
- Почесний хрест ветерана війни з мечами
- Медаль «За вислугу років у Вермахті» 4-го, 3-го, 2-го і 1-го класу (25 років; 2 жовтня 1936) — отримав 4 нагороди одночасно.